# Nimbya heteroschemos
Nimbya heteroschemos är en svampart som först beskrevs av François Fautrey och fick sitt nu gällande namn av E.G. Simmons 1989. 
Nimbya heteroschemos ingår i släktet Nimbya och familjen Pleosporaceae.   Inga underarter finns listade i Catalogue of Life.